# بطولة أوقيانوسيا للسباحة
بطولة أوقيانوسيا للسباحة هي بطولة دولية للسباحة تأسست سنة 1993 وتقام كل سنتين تحت إشراف الإتحاد الأوقيانوسي للسباحة.

## البطولات
| السنة | المدينة المستضيفة                                                           | البلد               | التواريخ        |
| ----- | --------------------------------------------------------------------------- | ------------------- | --------------- |
| 1993  | نوميا                                                                       | كاليدونيا الجديدة   |                 |
| 1997  | بريزبان                                                                     | أستراليا            |                 |
| 2000  | كرايستشرش                                                                   | نيوزيلندا           | 21–24 يونيو     |
| 2002  | نوميا                                                                       | كاليدونيا الجديدة   | 9–16 يونيو      |
| 2004  | سوفا                                                                        | فيجي                | 15–19 مايو      |
| 2006  | كيرنز (السباحة) شاطئ بالم كوف (المياه المفتوحة) بريزبان (السباحة المتزامنة) | أستراليا            | 7–16 يوليو      |
| 2008  | كرايستشرش                                                                   | نيوزيلندا           | 5–8 يونيو       |
| 2010  | أبيا                                                                        | ساموا               | 21–27 يونيو     |
| 2012  | نوميا                                                                       | كاليدونيا الجديدة   | 28 مايو–2 يونيو |
| 2014  | أوكلاند                                                                     | نيوزيلندا           | 20–23 مايو      |
| 2016  | سوفا                                                                        | فيجي                | 21–26 يونيو     |
| 2018  | بورت مورسبي                                                                 | بابوا غينيا الجديدة | 24–29 يونيو     |